# Samojedské národy

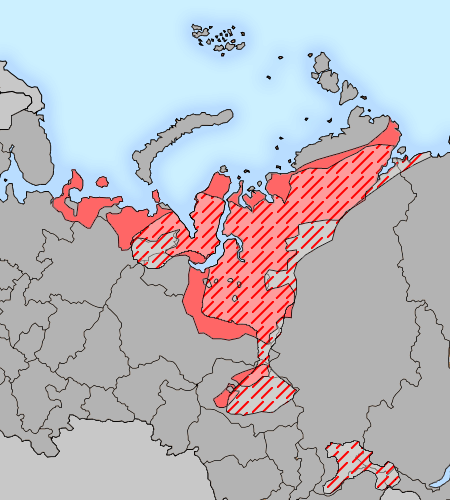
Rozšření samojedských jazyků v 17. století
Rozšíření samojedských jazyků ve 20. století

Jako samojedské nebo samodijské národy se označuje skupina národů tradičně hovořících jazyky samojedské skupiny uralské jazykové rodiny.

## Národy
K samojedským národům se řadí:
- Severní samojedské národy
  - Něnci (Samojedi)
  - Enci (Jenisejští Samojedi)
  - Nganasani (Tavgijští Samojedi)
- Jižní samojedské národy
  - Selkupové (Osťáko-Samojedi)
  - Kamasíni †
  - Kojbalové †
  - Matorové †
  - Tajgijci †